# Рдест туполистный
Рдест туполи́стный (лат. Potamogēton obtusifōlius) — многолетние водное растение; вид рода Рдест (Potamogeton) семейства Рдестовые (Potamogetonaceae).

## Ареал и среда обитания
Циркумполярный вид. Ареал охватывает Евразию, на значительной части ареала встречается редко.
Как правило, растёт в небольших луговых и лесных озёрах, медленно текущих реках.

## Ботаническое описание

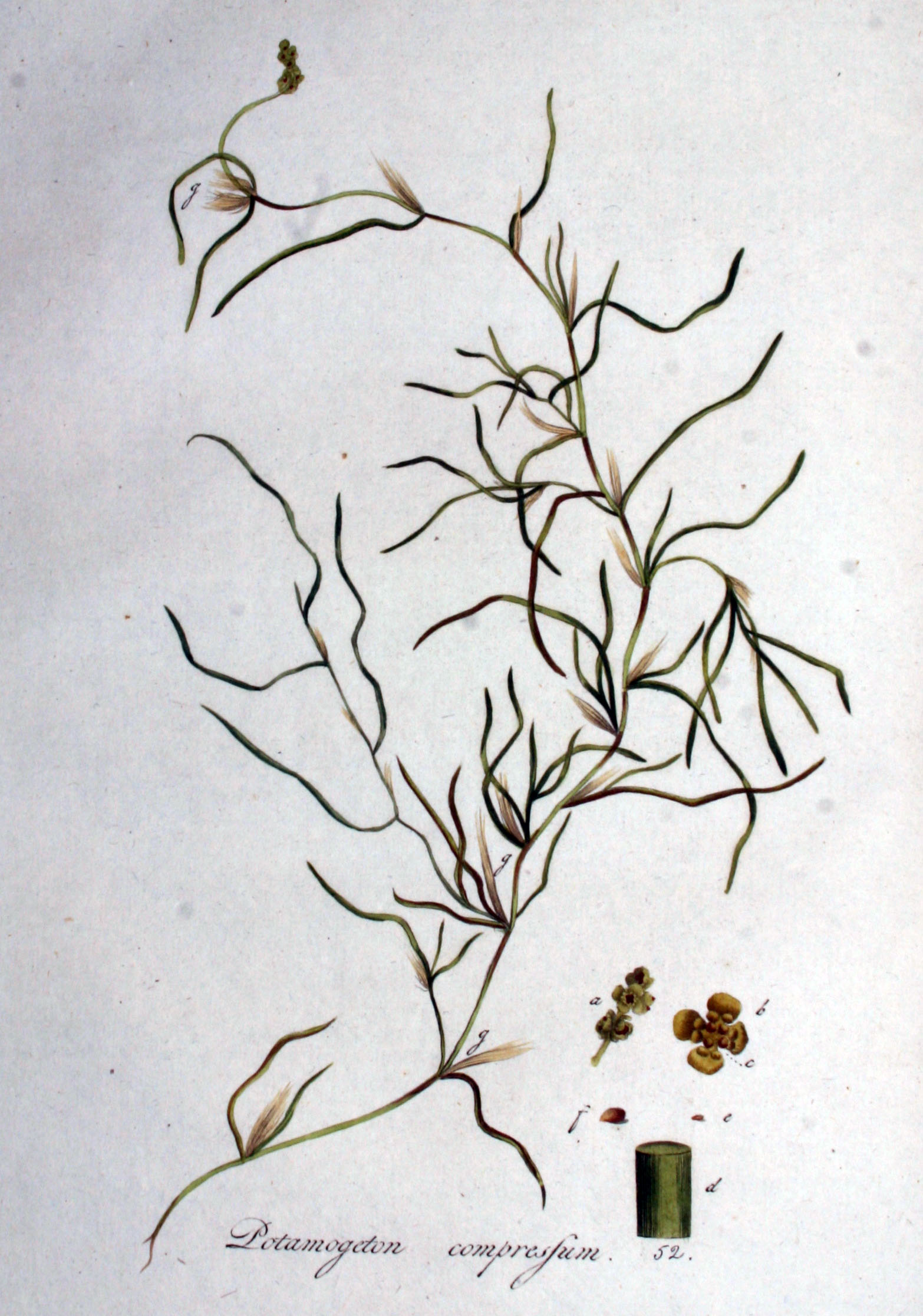

Многолетнее водное растение. Корневище тонкое, от 5 до 10 см длиной и 1 мм в диаметре, или отсутствует; стебель цилиндрический, слабосплюснутый, сильноветвистый, особенно в верхней части.
Листья линейные, длиной от 3 до 5 см и от 2 до 4 мм шириной, на верхушке округлённые, тупые или с очень небольшим остроконечием; жилок обычно три, полоса лакун вдоль средней жилки 1—3-рядная, до половины ширины листа; желёзки у основания хорошо развиты; прилистники беловатые, 1—1,5 см длиной.
Цветонос короткий, до 1 см длиной, примерно равный по длине соцветию. Соцветие густое, короткое, 0,5—1 см длиной, с шестью — восемью цветками.
Плоды длиной до 3 мм, слегка сдавленные с боков.
Размножение вегетативное (зимующими почками — турионами) и семенное.

## Охрана
Включен в Красные книги следующих субъектов РФ: Волгоградская область, Воронежская область, Калининградская область, Костромская область, Липецкая область, Республика Мордовия, Самарская область, Республика Татарстан, Удмуртская республика, Чувашская республика, Ярославская область, а также в Красную книгу Харьковской области Украины.

## Синонимика
Согласно данным The Plant List
- Buccaferrea obtusifolia (Mert. & W.D.J.Koch) Bubani
- Potamogeton divaricatus Wolfg.
- Potamogeton liljebladii Wallman ex Rchb.
- Potamogeton obtusifolius f. acutus Fieber
- Potamogeton obtusifolius f. angustifolius (Fieber) Soó
- Potamogeton obtusifolius var. angustifolius Fieber
- Potamogeton obtusifolius f. apiculatus Fieber
- Potamogeton obtusifolius f. insolitus Tiselius
- Potamogeton obtusifolius var. latifolius Fieber
- Potamogeton obtusifolius f. latifolius (Fieber) Soó
- Potamogeton obtusifolius f. muticus Fieber
- Potamogeton obtusifolius f. obtusus Fieber
- Potamogeton tataricus Less.
- Spirillus obtusifolius (Mert. & W.D.J.Koch) Nieuwl.